# جمعية مرشدات زامبيا
جمعية مرشدات زامبيا هي المنظمة الإرشادية الوطنية في زامبيا. تأسست في عام 1924 تحت مسمى مرشدات روديسيا الشمالية، وأصبحت المنظمة عضوا كامل العضوية في الجمعية العالمية للمرشدات وفتيات الكشافة في عام 1966. المنظمة للفتيات فقط وتضمّ 23662 عضوة (اعتبارا من 2009).